# Mildred McDaniel
Mildred Louise "Millie" McDaniel-Singleton (Atlanta, 4 de novembro de 1933 – Pasadena, 30 de setembro de 2004) foi uma atleta norte-americana, campeã olímpica e recordista mundial  do salto em altura.
Depois de ganhar o campeonato da Amateur Athtletic Union (AAU) em 1953, conquistar os títulos indoor e outdoor de 1955 e 1956 e vencer nos Jogos Pan-americanos da Cidade do México 1955, seu grande momento na carreira veio em Melbourne 1956, quando ganhou a medalha de ouro olímpica e quebrou o recorde mundial da romena Iolanda Balas com um salto de 1,76 m.